# Zevon Archibald
Zevon Archibald (* 20. März 1982 in Basseterre) ist ein ehemaliger Fußballspieler von St. Kitts und Nevis.

## Karriere

### Klub
Er spielte ab der Saison 2001/02 bis Ende der Saison 2016/17 beim Newtown United FC.

### Nationalmannschaft
Er hatte seinen ersten Einsatz für die Nationalmannschaft am 25. Februar 2006, bei einem 6:1-Freundschaftsspielsieg gegen Saint-Martin, bei welchem er in der 87. Minute das Tor zum 6:1-Endstand schoss. Später kam er in ein paar Spielen der Qualifikation zur Karibikmeisterschaft 2007 und in der für den Gold Cup 2009 zum Einsatz.